# Càrrega feble
En física nuclear i física atòmica, càrrega feble, o rarament càrrega feble neutra, es refereix a l'acoblament d'interacció feble del model estàndard d'una partícula al bosó Z. Per exemple, per a qualsevol isòtop nuclear donat, la càrrega feble total és d'aproximadament -0,99 per neutró i +0,07 per protó. També mostra un efecte de la violació de la paritat durant la dispersió d'electrons.
Aquest mateix terme també s'utilitza de vegades per referir-se a altres magnituds diferents, com ara isospin feble,  hipercàrrega feble o l'acoblament vectorial d'un fermió al bosó Z (és a dir, la força d'acoblament de corrents neutres febles).

## Fórmules empíriques
Les mesures del 2017 donen la càrrega feble del protó com a 0,0719±0,0045.
La càrrega feble es pot sumar en nuclis atòmics, de manera que la càrrega feble prevista per a 133 Cs (55 protons, 78 neutrons) és 55×(+0,0719) + 78×(−0,989) = −73,19, mentre que el valor determinat experimentalment, a partir de mesures de paritat violant la dispersió d'electrons, va ser de −72,58.
Un estudi recent va utilitzar quatre isòtops parells de l'iterbi per provar la fórmula Qw = −0.989 N + 0.071 Z , per a càrrega feble, amb N corresponent al nombre de neutrons i Z al nombre de protons. La fórmula es va trobar consistent al 0,1% de precisió utilitzant els isòtops de 170 Yb, 172 Yb, 174 Yb i 176 Yb de l'iterbi.
A la prova d'iterbi, els àtoms van ser excitats per llum làser en presència de camps elèctrics i magnètics i es va observar la violació de la paritat resultant. La transició específica observada va ser la transició prohibida de 6s2 1S 0 a 5d6s3D1 (24489 cm−1). Aquest últim estat es va barrejar, a causa de la interacció feble, amb 6s6p1P1 (25068 cm−1) en un grau proporcional a la càrrega nuclear feble.

## Valors de partícules
Aquesta taula ofereix els valors de la càrrega elèctrica (l'acoblament al fotó, al qual es fa referència en aquest article com a {\displaystyle Q_{\epsilon }}. També s'enumeren la càrrega feble aproximada {\displaystyle Q_{\mathsf {w}}} (la part vectorial de la Z acoblament del bosó als fermions), isospin feble {\displaystyle T_{3}} (l'acoblament als bosons W), hipercàrrega feble {\displaystyle Y_{\mathsf {w}}} (l'acoblament a la B bosó) i la Z aproximada factors d'acoblament del bosó ( {\displaystyle Q_{\boldsymbol {\mathsf {L}}}} i {\displaystyle Q_{\boldsymbol {\mathsf {R}}}} a la secció "Teòrica", a continuació).
Els valors de la taula són aproximats: són exactes per a les partícules les energies de les quals fan l'angle de mescla feble. {\displaystyle \ \theta _{\mathsf {w}}=30^{\circ }\ ,} amb {\displaystyle \ \sin ^{2}\theta _{\mathsf {w}}={\tfrac {1}{4}}~.} Aquest valor està molt a prop de l'angle típic aproximat de 29º observat en acceleradors de partícules.
| Espín J | Partícula(es)               | Càrrega dèbil {\displaystyle Q_{\mathsf {w}}} | Càrrega elèctrica {\displaystyle Q~{\mathsf {or}}~Q_{\epsilon }} | Isospin dèbil {\displaystyle T_{3}} | Isospin dèbil {\displaystyle T_{3}} | Hipercàrrega dèbil {\displaystyle Y_{\mathsf {w}}} | Hipercàrrega dèbil {\displaystyle Y_{\mathsf {w}}} | Acoblament bosó Z                                       | Acoblament bosó Z                                      |
| Espín J | Partícula(es)               | Càrrega dèbil {\displaystyle Q_{\mathsf {w}}} | Càrrega elèctrica {\displaystyle Q~{\mathsf {or}}~Q_{\epsilon }} | Isospin dèbil {\displaystyle T_{3}} | Isospin dèbil {\displaystyle T_{3}} | Hipercàrrega dèbil {\displaystyle Y_{\mathsf {w}}} | Hipercàrrega dèbil {\displaystyle Y_{\mathsf {w}}} | {\displaystyle 2\ Q_{\boldsymbol {\mathsf {L}}}} (sard) | {\displaystyle 2\ Q_{\boldsymbol {\mathsf {R}}}}(sard) |
| ------- | --------------------------- | --------------------------------------------- | ---------------------------------------------------------------- | ----------------------------------- | ----------------------------------- | -------------------------------------------------- | -------------------------------------------------- | ------------------------------------------------------- | ------------------------------------------------------ |
| Espín J | Partícula(es)               | = 2 Q(sard) + 2 Q(sard)                       | Càrrega elèctrica {\displaystyle Q~{\mathsf {or}}~Q_{\epsilon }} | (sard)                              | (sard)                              | (sard)                                             | (sard)                                             | {\displaystyle 2\ Q_{\boldsymbol {\mathsf {L}}}} (sard) | {\displaystyle 2\ Q_{\boldsymbol {\mathsf {R}}}}(sard) |
| 1 2     | e−,μ−, τ− electró, muó, tau | −1 + 4 sin2 θw                                | −1                                                               | − 1 2                               | 0                                   | −1                                                 | −2                                                 | −1 + 2 sin2 θw                                          | 2 sin2 θw                                              |
| 1 2     | u, c, t quarks              | +1 − 8 3 sin2 θw                              | + 2 3                                                            | + 1 2                               | 0                                   | + 1 3                                              | + 4 3                                              | 1 − 4 3 sin2 θw                                         | − 4 3 sin2 θw                                          |
| 1 2     | d, s, b quarks              | −1 + 4 3 sin2 θw                              | − 1 3                                                            | − 1 2                               | 0                                   | + 1 3                                              | − 2 3                                              | −1 + 2 3 sin2 θw                                        | + 2 3 sin2 θw                                          |
| 1 2     | νe, νμ, ντ neutrins         | +1                                            | 0                                                                | +12                                 |                                     | −1                                                 | 0                                                  | +1                                                      | 0                                                      |
| 1       | g, γ, Z, gluó, fotó, bosó Z | 0                                             | 0                                                                | 0                                   | 0                                   | 0                                                  | 0                                                  | 0                                                       | 0                                                      |
| 1       | W+ bosó W                   | +2 − 4 sin2 θw                                | +1                                                               | +1                                  | +1                                  | 0                                                  | 0                                                  | +2 − 4 sin2 θw                                          | +2 − 4 sin2 θw                                         |
| 0       | H0 bosó Higgs               | −1                                            | 0                                                                | − 1 2                               | − 1 2                               | +1                                                 | +1                                                 | −1                                                      | −1                                                     |

Per concisió, la taula omet les antipartícules. Cada partícula llistada (excepte els bosons sense càrrega, el fotó, el bosó Z, el gluó i el bosó de Higgs  que són les seves pròpies antipartícules) té una antipartícula amb massa idèntica i càrrega oposada. Tots els signes diferents de zero de la taula s'han d'invertir per a les antipartícules. Les columnes aparellades etiquetades LEFT i RIGHT per als fermions (les quatre files superiors), s'han d'intercanviar a més d'invertir els seus signes.
Tots els fermions esquerrans (regulars) i els antifermions dretans tenen {\displaystyle \ T_{3}=\pm {\tfrac {1}{2}}\ ,} i, per tant, interactuen amb el bosó W. Se'ls podria referir com a mà "adequada". Els fermions de la mà dreta i els antifermions de la mà esquerra, en canvi, tenen zero isospin feble i, per tant, no interaccionen amb el bosó W (excepte per a la interacció elèctrica); per tant, es podrien anomenar "mans equivocades" (és a dir, són "mans equivocades" per a les interaccions W ±). Els fermions de mans "adequades" s'organitzen en doblets d'isoespina, mentre que els fermions de mans "equivocades" es representen com a singlets d'isospin. Tot i que les partícules de mà "equivocada" no interaccionen amb el bosó W (sense interaccions de corrent carregat ), tots els fermions de mà "equivocada" que se sap que existeixen interactuen amb el bosó Z ( interaccions de corrent neutre ).
Mai no s'han observat neutrins de mà equivocada (neutrins estèrils), però encara poden existir ja que serien invisibles per als detectors existents. Els neutrins estèrils tenen un paper important en les especulacions sobre la forma en què els neutrins tenen masses (vegeu el mecanisme Seesaw). La declaració anterior que el Z0 interacciona amb tots els fermions necessitarà una excepció per als neutrins estèrils inserits, si mai es detecten experimentalment.
Els fermions massius, excepte (potser) els neutrins , sempre existeixen en una superposició d'estats esquerrans i dretans, i mai en estats quirals purs. Aquesta mescla és causada per la interacció amb el camp de Higgs, que actua com a font infinita i sumidor d'isospin feble i/o hipercàrrega, a causa del seu valor d'expectativa de buit diferent de zero (per a més informació vegeu el mecanisme de Higgs).

## Base teòrica
La fórmula per a la càrrega feble es deriva del model estàndard i ve donada per
{\displaystyle ~Q_{\mathsf {w}}~=~2\,T_{3}-Q_{\epsilon }\,4\,\sin ^{2}\theta _{\mathsf {w}}~\approx ~2\,T_{3}-Q_{\epsilon }\;,\qquad {\mathsf {or}}\qquad ~Q_{\mathsf {w}}+Q_{\epsilon }~\approx ~2\,T_{3}~=~\pm 1;~}on{\displaystyle ~Q_{\mathsf {w}}~} és la càrrega feble,  {\displaystyle T_{3}} és la isospina feble,  {\displaystyle \theta _{\mathsf {w}}} és l'angle de mescla feble i {\displaystyle \,Q_{\epsilon }\,} és la càrrega elèctrica. L'aproximació de la càrrega feble sol ser vàlida, ja que l'angle de mescla feble normalment és de 29° ≈ 30° , i {\displaystyle \ 4\sin ^{2}30^{\circ }=1\ ,} i {\displaystyle \;4\sin ^{2}29^{\circ }\approx 0.940\ ,} una discrepància de només una mica més d' 1 in 17 .